# Fussball Club Südtirol 2009-2010
Questa pagina raccoglie le informazioni riguardanti il Fussball Club Südtirol nelle competizioni ufficiali della stagione 2009-2010.

## Stagione
Nella stagione 2009-2010 il Südtirol, squadra di Bressanone che gioca a Bolzano, ha disputato il girone A del campionato di Lega Pro di Seconda Divisione. Partita senza particolari ambizioni, con una rosa giovane e costruita in economia (fatta di ben undici elementi altoatesini), affidata a un tecnico “allevato in casa” (Sebastiani era infatti stato promosso l’anno prima dalle giovanili), la squadra biancorossa si trova fin da subito coinvolta nella lotta per il primato, in un serrato testa-a-testa con Spezia, Legnano, Feralpisalò, Pavia e Alghero. Proprio i liguri si rivelano l’avversario più ostico del Südtirol, che però infine prevale e con 63 punti vince il campionato, con un girone di ritorno irresistibile, con 36 punti raccolti, rispetto ai 27 del girone di andata, ottenendo così la prima storica promozione diretta in Lega Pro Prima Divisione. Lo Spezia neopromosso, riesce poi a ottenere analogo risultato vincendo i Play-off. Con 11 reti il miglior marcatore degli Altoatesini è stato Manuel Scavone, centrocampista bolzanino di nascita. Nella Coppa Italia di Lega Pro il Sudtirol disputa il girone C di qualificazione, piazzandosi terzo, alle spalle di Mezzocorona e Sambonifacese che passano al Secondo turno. Al termine del campionato le tre vincitrici dei gironi di Seconda Divisione si sono disputati la Coppa di Seconda Divisione 2009-2010, ha vinto la Lucchese, il Sudtirol ha perso (2-1) con la Juve Stabia in Campania, e (0-3)) al Druso con la Lucchese.

## Divise e sponsor
Lo sponsor tecnico Mass propone una nuova maglia interna, bianca con inserti rossi meno vistosi sull'attaccatura delle maniche e sui bassi fianchi. Non cambia la maglia esterna, in prevalenza rossa. Tra gli sponsor sono confermati Duka, Birra Forst e Südtirol ("marchio ombrello" territoriale), mentre sparisce Würth.
| Casa |

## Organigramma societario
Area direttiva
- Presidente: Walter Saumgartner
- Vicepresidente: Johann Krapf
- Direttore sportivo: Luca Piazzi
- Amministratore delegato: Dietmar Pfeifer

Area tecnica
- Allenatore: Alfredo Sebastiani
- Vice allenatore: Maurizio Improta
- Preparatore atletico: Andrea Tonelli
- Massaggiatore: Carlo Terzer

## Rosa
| N. |                   | Ruolo | Calciatore         |
| -- | ----------------- | ----- | ------------------ |
|    | Italia (bandiera) | A     | Thomas Albanese    |
|    | Italia (bandiera) | D     | Alberto Artuso     |
|    | Italia (bandiera) | C     | Michael Bacher     |
|    | Italia (bandiera) | C     | Filippo Bigeschi   |
|    | Italia (bandiera) | D     | Hans Rudi Brugger  |
|    | Italia (bandiera) | C     | Alessandro Campo   |
|    | Italia (bandiera) | D     | Pietro Cascone     |
|    | Italia (bandiera) | C     | Carmine Cerchia    |
|    | Italia (bandiera) | A     | Jonas Clementi     |
|    | Italia (bandiera) | A     | Alessio Figos      |
|    | Italia (bandiera) | C     | Hannes Fink        |
|    | Italia (bandiera) | C     | Hannes Fischnaller |
|    | Italia (bandiera) | A     | Manuel Fischnaller |

| N. |                      | Ruolo | Calciatore          |
| -- | -------------------- | ----- | ------------------- |
|    | Italia (bandiera)    | D     | Hannes Kiem         |
|    | Italia (bandiera)    | A     | Mattia Marchi       |
|    | Italia (bandiera)    | D     | Marco Martin        |
|    | Argentina (bandiera) | A     | Leandro Martínez    |
|    | Italia (bandiera)    | C     | Roberto Mirri       |
|    | Italia (bandiera)    | C     | Marco Ortolan       |
|    | Italia (bandiera)    | A     | Daniel Pfitscher    |
|    | Italia (bandiera)    | D     | Giuseppe Polito     |
|    | Italia (bandiera)    | C     | Manuel Scavone      |
|    | Italia (bandiera)    | A     | Tonino Sorrentino   |
|    | Italia (bandiera)    | C     | Jan Martin Vinatzer |
|    | Italia (bandiera)    | P     | Davide Zomer        |
|    | Italia (bandiera)    | D     | Walter Zullo        |

## Risultati

### Campionato

#### Girone di andata
| Arbitro: | Gambini (Roma) |

|                                    |           |             |
| Sentinelli 3’ Cirina 41’ Cocco 59’ | Marcatori | 89’ Scavone |

| Arbitro: | Ros (Pordenone) |

|            |           |  |
| Polito 57’ | Marcatori |  |

| Arbitro: | Ronchi (Caltanissetta) |

|  |           |             |
|  | Marcatori | 58’ Scavone |

| Bolzano 13 settembre 2009 4ª giornata | Südtirol            | 0 – 0 | Feralpisalò | Stadio Druso\| Arbitro: \| Perisan (Pordenone) \| |
| Arbitro:                              | Perisan (Pordenone) |       |             |                                                   |

| Arbitro: | Aloisi (Avezzano) |

|             |           |  |
| Ghidini 28’ | Marcatori |  |

| Arbitro: | Monaco (Tivoli) |

|                                          |           |  |
| Fink 10’ Albanese 48’ Scavone 88’ (rig.) | Marcatori |  |

| Arbitro: | Moretti (Bari) |

|                          |           |                  |
| Cilona 30’ D'Onofrio 86’ | Marcatori | 8’, 75’ Albanese |

| Arbitro: | Romani (Modena) |

|             |           |                 |
| Scavone 85’ | Marcatori | 68’ Pietribiasi |

| Arbitro: | Terzo (Palermo) |

|                  |           |  |
| G. Lorenzini 74’ | Marcatori |  |

| Bolzano 25 ottobre 2009 10ª giornata | Südtirol             | 0 – 0 | Mezzocorona | Stadio Druso\| Arbitro: \| Costantini (Perugia) \| |
| Arbitro:                             | Costantini (Perugia) |       |             |                                                    |

| Arbitro: | Aversano (Treviso) |

|  |           |             |
|  | Marcatori | 76’ Scavone |

| Arbitro: | Pairetto (Nichelino) |

|          |           |  |
| Kiem 62’ | Marcatori |  |

| Arbitro: | Ripa (Nocera Inferiore) |

|  |           |             |
|  | Marcatori | 78’ Scavone |

| Bolzano 22 novembre 2009 14ª giornata | Südtirol        | 0 – 0 | Canavese | Stadio Druso\| Arbitro: \| La Penna (Roma) \| |
| Arbitro:                              | La Penna (Roma) |       |          |                                               |

| Arbitro: | Colasanti (Grosseto) |

|            |           |  |
| Lazzaro 9’ | Marcatori |  |

| Arbitro: | Giorgetti (Cesena) |

|                    |           |                 |
| Scavone 21’ (rig.) | Marcatori | 52’ A. Ferretti |

| Arbitro: | Saia (Palermo) |

|  |           |             |
|  | Marcatori | 64’ Cascone |

#### Girone di ritorno
| Arbitro: | Manera (Castelfranco Veneto) |

|                     |           |  |
| Albanese 51’, 90+2’ | Marcatori |  |

| Arbitro: | Lo Castro (Catania) |

|               |           |                      |
| Chiaretti 33’ | Marcatori | 19’ Scavone 49’ Fink |

| Arbitro: | Coccia (San Benedetto del Tronto) |

|                          |           |           |
| Albanese 23’ Ortolan 82’ | Marcatori | 33’ Porcu |

| Arbitro: | Fabbri (Ravenna) |

|                                 |           |             |
| P.G. Rossetti 27’ Quarenghi 40’ | Marcatori | 2’ Albanese |

| Bolzano 31 gennaio 2010 22ª giornata | Südtirol        | 0 – 0 | Olbia | Stadio Druso\| Arbitro: \| Pizzi (Saronno) \| |
| Arbitro:                             | Pizzi (Saronno) |       |       |                                               |

| Noceto 14 febbraio 2010 23ª giornata | Crociati Noceto        | 0 – 0 | Südtirol | Stadio Il Noce\| Arbitro: \| G. Stefanini (Livorno) \| |
| Arbitro:                             | G. Stefanini (Livorno) |       |          |                                                        |

| Arbitro: | Di Ciommo (Venosa) |

|                            |           |                       |
| Kiem 55’, 68’ Albanese 89’ | Marcatori | 45+1’ Gaeta 59’ Bisso |

| Arbitro: | Merlino (Udine) |

|                     |           |                    |
| Dimas 15’, 38’, 69’ | Marcatori | 57’ (rig.) Scavone |

| Arbitro: | Aversano (Treviso) |

|             |           |  |
| Brugger 44’ | Marcatori |  |

| Arbitro: | Pairetto (Nichelino) |

|  |           |            |
|  | Marcatori | 12’ Marchi |

| Arbitro: | Bindoni (Venezia) |

|                                |           |  |
| Scavone 8’ (rig.) Bigeschi 38’ | Marcatori |  |

| Arbitro: | Mangialardi (Pistoia) |

|                                            |           |  |
| Araboni 12’, 45’ Martinelli 42’ Sinato 73’ | Marcatori |  |

| Arbitro: | Perisan (Pordenone) |

|                |           |  |
| Sorrentino 37’ | Marcatori |  |

| Arbitro: | Aureliano (Bologna) |

|  |           |            |
|  | Marcatori | 90’ Marchi |

| Bolzano 25 aprile 2010 32ª giornata | Südtirol              | 0 – 0 | Spezia | Stadio Druso\| Arbitro: \| Ruini (Reggio Emilia) \| |
| Arbitro:                            | Ruini (Reggio Emilia) |       |        |                                                     |

| Arbitro: | Zanichelli (Genova) |

|  |           |             |
|  | Marcatori | 49’ Scavone |

| Arbitro: | Borriello (Mantova) |

|            |           |  |
| Marchi 69’ | Marcatori |  |

### Supercoppa di Seconda Divisione
| Arbitro: | De Benedictis (Bari) |

|                               |           |             |
| Varriale 11’ N. Tarantino 22’ | Marcatori | 46’ Scavone |

| Arbitro: | Fabio Manera (Castelfranco Veneto) |

|  |           |                          |
|  | Marcatori | 8’ Kras 47’, 65’ Carloto |

| Arbitro: | Trentalange (Nichelino) |

|                                              |           |                           |
| Scandurra 28’ Biggi 28’ Carloto 63’ Pera 72’ | Marcatori | 33’ De Angelis 88’ Peluso |